# Contea di Hanau
La contea di Hanau fu uno stato del Sacro Romano Impero esistente dal 1429 al 1452 per poi essere suddivisa in due contee minori. Virtualmente lo stato venne ricreato dal 1642 al 1736 dopo la riunione dei domini.

## Storia

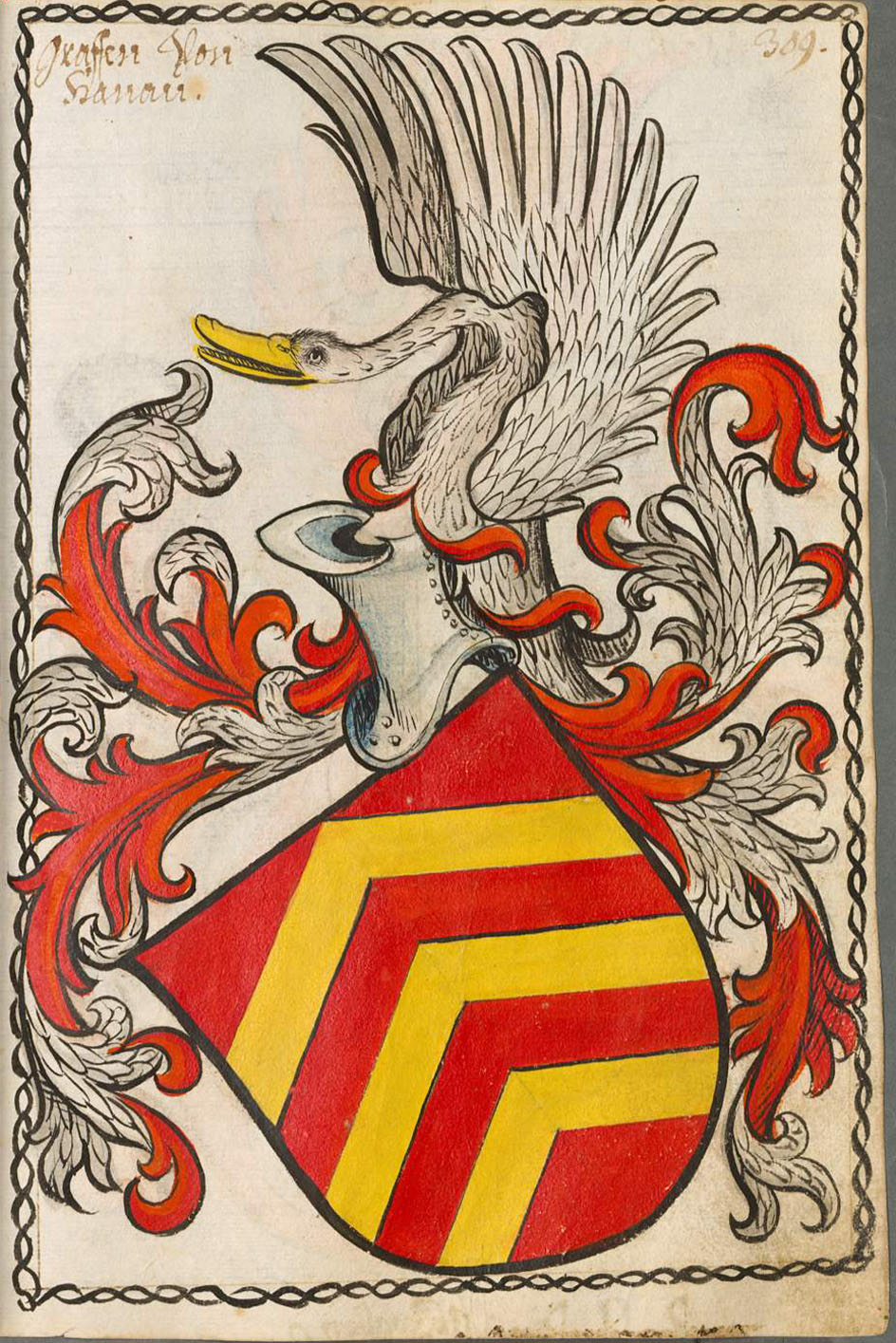
Stemma dei conti di Hanau dallo Scheiblersches Wappenbuch (1450 - 1480)

Anche se presente per decreto sin dal 1404 con il titolo di conti per i suoi reggenti, di contea di Hanau si può effettivamente parlare solo dalla concessione del diploma imperiale nel 1429. Essa fu nel corso dei secoli un'entità territoriale presente fisicamente sino al 1452 per poi subire una divisione in due contee minori, anche se virtualmente essa continuava ad esistere.
La contea di Hanau venne ricreata dal conte Federico Casimiro di Hanau nel 1642 quando, all'estinzione di una delle due linee, egli unificò tutti i territori della sua casata, formando virtualmente la contea di Hanau, pur lasciando però separate le diverse amministrazioni.
Nel 1452, dopo un solo anno di regno, morì Reinardo III di Hanau e il suo territorio originario venne suddiviso tra i suoi quattro figli che andarono a formare quattro dinastie differenti. Filippo, il suo primogenito di appena quattro anni, ricevette la contea di Hanau-Münzenberg, mentre suo zio Filippo il Vecchio ottenne nel 1458 il dominio della contea di Hanau-Lichtenberg, sempre derivata dall'antica contea di Hanau.
Deceduto nel 1642 il conte di Hanau-Münzenberg, con lui si estinse la linea maschile degli Hanau-Münzenberg e, secondo un concordato di successione firmato dalle due famiglie nel 1610, i loro domini passarono alla linea di Hanau-Lichtenberg. Fu così che il diciannovenne conte Federico Casimiro (1623 - 1685) poté fregiarsi del titolo di conte di Hanau e riunire nelle proprie mani i due domini dopo oltre due secoli di separazione, pur mantenendo ad ogni modo distinte le due entità territoriali ed amministrative.
Con Giovanni Reinardo III (1712-36), conte di Lichtenberg (1691), signore di Ochsenstein (1704), e principe di Hanau e Muenzenberg (1685), si estingue la famiglia (1736) e le terre degli Hanau sono ripartite per eredità tra i langraviati d'Assia-Kassel (Hanau-Lichtenberg e Willstätt, di fronte a Strasburgo, dal 1648 il feudo di Philippsruhe passò sotto il protettorato francese e poi metà della contea dal 1697 venne annessa al Regno di Francia, lasciando solo come feudi imperiali autonomi Lemberg, Lichtenau e Willstadt, fino al 1789) e d'Assia-Darmstadt nel 1740 (Lichtenberg, Lichtenau in Alsazia e Baden) attraverso il matrimonio di Carlotta Cristina (1717), figlia di Giovanni Reinardo III con il futuro langravio Luigi VIII d'Assia-Darmstadt.
Nel 1777-82, per ordine del langravio d'Assia-Kassel sono inviati 2.422 soldati mercenari della contea per combattere a fianco degli inglesi nella guerra delle colonie nordamericane. Nel 1803 la contea è elevata a principato a favore del langravio di Kassel, ma nel 1806 è occupata dai Francesi e nel 1809 viene assorbita dal granducato di Francoforte, finché nel 1813 torna all'Assia elettorale fino al 1866 per poi passare alla Prussia e confluire nell'Impero di Germania.

## L'economia
L'intraprendenza del conte Federico Casimiro (1642-85), portò la contea, nella seconda metà del XVII secolo ad associarsi alla Compagnia olandese delle Indie occidentali, costituendo la Hanauische Indische Compagnie (1673), per lo sfruttamento delle terre americane poste tra l'Orinoco e il Rio delle Amazzoni (Guyana).

## Conti di Hanau (prima creazione 1429-1452)
| Immagine | Nome         | Regno     |
| -------- | ------------ | --------- |
|          | Reinardo II  | 1429–1451 |
|          | Reinardo III | 1451–1452 |

## Conti di Hanau (seconda creazione 1642-1685)
| Immagine | Nome              | Regno     |
| -------- | ----------------- | --------- |
|          | Federico Casimiro | 1642–1685 |

## Conti di Hanau (terza creazione 1712-1736)
| Immagine | Nome                  | Regno     |
| -------- | --------------------- | --------- |
|          | Giovanni Reinardo III | 1712–1736 |

## Il principato di Hanau

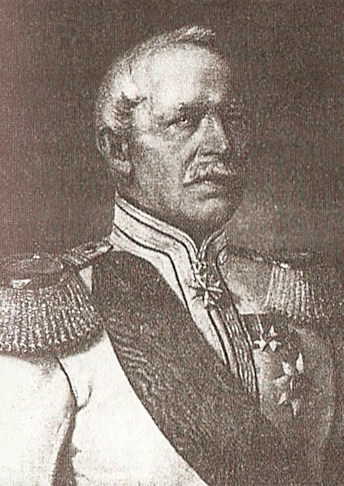
Federico Guglielmo d'Assia, ultimo principe elettore, creò il titolo di Principe di Hanau per i propri discendenti dopo il suo matrimonio morganatico con la popolana Gertrude Lehmann.

L'ultimo principe elettore d'Assia Federico Guglielmo, nel XIX secolo, contro ogni convenzione sociale dell'epoca, sposò la popolana Gertrude Lehmann dalla quale ebbe nove figli. Data la condizione morganatica del matrimonio dei due genitori, però, nessuno di questi figli poté succedere al trono paterno e l'elettorato d'Assia passò alla Prussia nel 1866.
Per concedere ad ogni modo un futuro (e soprattutto una rendita) ai suoi figli, il 2 giugno 1853, quando ancora egli si trovava sul trono, decise di concedere il titolo di "Principe di Hanau ed Hořovice" ai propri discendenti. Il 6 marzo 1855 giunse il riconoscimento ufficiale da parte dell'Impero Austriaco, ma la corte di Vienna predispose che i discendenti, come minimo, avrebbero dovuto mantenere il decoro di sposare come minimo una persona del lignaggio di conte.
La moglie di Federico Guglielmo, Gertrude, ottenne per diritto il titolo di Principessa di Hanau e Hořovice che venne poi trasmesso appunto a suo figlio maggiore Maurizio e di conseguenza agli altri membri della famiglia secondo primogenitura. La casata, sebbene con il crollo dell'Impero Austriaco abbia perduto de facto il proprio status nobiliare, si perpetua ancora oggi in linea maschile diretta.

### Principi di Hanau (1855-1917)
| Nome      | Regno     |
| --------- | --------- |
| Maurizio  | 1855–1889 |
| Guglielmo | 1889–1902 |
| Carlo     | 1902–1905 |
| Enrico I  | 1905–1917 |

### Capi della casa di Hanau (1917 - oggi)
| Nome       | Regno     |
| ---------- | --------- |
| Enrico II  | 1917–1971 |
| Enrico III | 1971–1998 |
| Filippo    | 1998–oggi |